# Гаварецкий, Винцентий Ипполит
Винцентий Ипполит Гаварецкий (пол. Wincenty Hipolit Gawarecki; 12 октября 1788, близ Вышогруда Речь Посполитая ( ныне Мазовецкое воеводство, Польша – 9 сентября 1852) — польский юрист, драматург и историк.

## Биография
Представитель шляхетского рода Гаварецкие.
В 1796–1804 годах посещал Академическую гимназию в Плоцке , в 1804–1808 годах обучался в лицее в Варшаве, в 1808–1811 годах изучал право в Школе права и управления. В 1818 году получил степень магистра права и управления. Работал стажером, затем следователем и заместителем прокурора суда в Плоцке. В 1821 (или 1825 ) был назначен прокурором, а в 1828 — 1843 годах он был председателем Гражданского трибунала Плоцкого воеводства .  Один из учредителей Плоцкого Научного Общества.
Автор многочисленных научных работ по истории Польши и права, написал 3-х актную драму: «Oblężene Płocka», выдержавшую два издания (Варшава, 1818 и 1823) и перевел драму Коцебу "La Peyrose", в 1844 году изданы его «Pisma».